# Torneo Apertura 2014 Liga Premier de Ascenso
El Torneo Apertura 2014 de la Liga Premier de Ascenso fue el 35° torneo corto que abrió la LXV temporada de la Segunda División. Contó con la participación de 27 equipos, al término del Clausura 2015 sí hubo descenso a la Liga de Nuevos Talentos. El campeón de este torneo, Potros UAEM, se enfrentó a Universidad de Colima, campeón del Torneo Clausura 2015, en la final por el ascenso.

## Sistema de competición
El sistema de competición de este torneo se desarrolla en dos fases:
- Fase de calificación: que se integra por las 13 jornadas del torneo.
- Fase final: que se integra por los partidos de ida y vuelta en rondas de cuartos de final, de semifinal y final.

### Fase de calificación
En la fase de calificación se observará el sistema de puntos. La ubicación en la tabla general está sujeta a lo siguiente:
- Por juego ganado se obtendrán tres puntos.
- Por juego empatado se obtendrá un punto. (se juegan en penales el punto extra)
- Por juego perdido no se otorgan puntos.

En esta fase participan los 27 clubes de la Liga Premier de Ascenso jugando en cada grupo todos contra todos durante las jornadas respectivas, a un solo partido.
El orden de los clubes al final de la Fase de Calificación del torneo corresponderá a la suma de los puntos obtenidos por cada uno de ellos y se presentará en forma descendente. Si al finalizar las 13 jornadas del torneo, dos o más clubes estuviesen empatados en puntos, su posición en la Tabla general será determinada atendiendo a los siguientes criterios de desempate:
1. Mejor diferencia entre los goles anotados y recibidos.
2. Mayor número de goles anotados.
3. Marcadores particulares entre los Clubes empatados.
4. Mayor número de goles anotados como visitante.
5. Mejor ubicado en la Tabla general de cociente.
6. Tabla Fair Play.
7. Sorteo.

Para determinar los lugares que ocuparán los clubes que participen en la fase final del torneo se tomará como base la Tabla general de clasificación.
Participan automáticamente por el título de Campeón de la Liga Premier de Ascenso los primeros 4 lugares de cada grupo (8 en total); los siguientes 4 de cada grupo participarán en el torneo de Copa de la Liga Premier de Ascenso.

### Fase final
Los ocho clubes calificados para esta fase del torneo serán reubicados de acuerdo con el lugar que ocupen en la Tabla general al término de la jornada 15, con el puesto del número uno al club mejor clasificado, y así hasta el # 8. Los partidos a esta Fase se desarrollarán a visita, en las siguientes etapas:
- Cuartos de final
- Semifinales
- Final

Los clubes vencedores en los partidos de cuartos de final y semifinal serán aquellos que en los dos juegos anoten el mayor número de goles. De existir empate en el número de goles anotados, la posición se definirá a favor del club con mayor cantidad de goles a favor cuando actúe como visitante.
Si una vez aplicado el criterio anterior los clubes siguieran empatados, se observará la posición de los clubes en la Tabla general de clasificación.
Los partidos correspondientes a la fase final se jugarán obligatoriamente los días miércoles y sábado, y jueves y domingo eligiendo, en su caso, exclusivamente en forma descendente, los cuatro Clubes mejor clasificados en la Tabla general al término de la jornada 15, el día y horario de su partido como local. Los siguientes cuatro Clubes podrán elegir únicamente el horario.
El Club vencedor de la Final y por lo tanto Campeón, será aquel que en los dos partidos anote el mayor número de goles. Si al término del tiempo reglamentario el partido está empatado, se agregarán dos tiempos extras de 15 minutos cada uno. De persistir el empate en estos periodos, se procederá a lanzar tiros penales hasta que resulte un vencedor.
Los partidos de Cuartos de final se jugarán de la siguiente manera:
En las Semifinales participarán los cuatro Clubes vencedores de Cuartos de final, reubicándolos del uno al cuatro, de acuerdo a su mejor posición en la Tabla general de clasificación al término de la jornada 15 del torneo correspondiente, enfrentándose:
Disputarán el título de Campeón de los Torneos de Apertura 2013 y Clausura 2014 los dos clubes vencedores de la fase semifinal correspondiente, reubicándolos del uno al dos, de acuerdo a su mejor posición en la Tabla general de clasificación al término de las jornadas de cada torneo.

## Equipos participantes

### Ascensos y descensos
| Pos | de Liga Premier                    |
| --- | ---------------------------------- |
| 31º | Patriotas                          |
| 32º | Universidad Autónoma de Tamaulipas |

| Pos | de la Liga de Nuevos Talentos |
| --- | ----------------------------- |
| 1º  | Pioneros                      |

| Pos | de la Tercera División |
| --- | ---------------------- |
| 1º  | Tuzos Pachuca          |

| Pos | al Ascenso MX          |
| --- | ---------------------- |
| 10º | Atlético Coatzacoalcos |

| Pos | a la Liga Premier |
| --- | ----------------- |
| 18º | Zacatepec         |

### Equipos por Entidad Federativa
| Entidad Federativa | N.º | Equipos                                             |
| ------------------ | --- | --------------------------------------------------- |
| Estado de México   | 4   | Real Cuautitlán, Teca UTN, Toros Neza y UAEM        |
| Veracruz           | 3   | Atlético Coatzacoalcos, Atlético Veracruz y Orizaba |
| Quintana Roo       | 2   | Inter Playa y Pioneros                              |
| Tamaulipas         | 2   | Reynosa FC y Tampico Madero                         |
| Chiapas            | 2   | Atlético Chiapas y Ocelotes UNACH                   |
| Chihuahua          | 2   | UACH y UACJ                                         |
| Colima             | 1   | Loros de Colima                                     |
| Durango            | 1   | Durango                                             |
| Guerrero           | 1   | Internacional                                       |
| Hidalgo            | 1   | Cruz Azul Hidalgo                                   |
| Jalisco            | 1   | Estudiantes Tecos                                   |
| Nayarit            | 1   | Coras "B"                                           |
| Querétaro          | 1   | Querétaro "B"                                       |
| San Luis Potosí    | 1   | Santos de Soledad                                   |
| Sinaloa            | 1   | Murciélagos                                         |
| Sonora             | 1   | Cimarrones                                          |
| Tlaxcala           | 1   | Tlaxcala                                            |
| Zacatecas          | 1   | UAZ                                                 |

### Grupo 1
| #  | Equipo                            | Entrenador            | Estadio                          | Ciudad                                       |
| -- | --------------------------------- | --------------------- | -------------------------------- | -------------------------------------------- |
| 1  | Durango                           | Jorge Adrián Sosa     | Francisco Zarco                  | Durango, Durango                             |
| 2  | Santos (Soledad)                  | David Rangel          | Unidad Deportiva 21 de Marzo     | Soledad de Graciano Sánchez, San Luis Potosí |
| 3  | Querétaro "B"                     | Alberto Coyote        | La Corregidora                   | Querétaro                                    |
| 4  | Coras                             | Marcelino Bernal      | Olímpico Santa Teresita          | Tepic, Nayarit                               |
| 5  | Estudiantes Tecos                 | Marco Antonio Fabián  | 3 de Marzo                       | Zapopan, Jalisco                             |
| 6  | Cimarrones                        | Ángel Monares         | Héctor Espino                    | Hermosillo, Sonora                           |
| 7  | Loros de la Universidad de Colima | Hugo Mora             | Olímpico Universitario de Colima | Colima, Colima                               |
| 8  | Murciélagos                       | Roberto Carlos Castro | Coloso del Dique                 | Guamúchil, Sinaloa                           |
| 9  | Reynosa                           | Carlos Reinoso Jr     | Unidad Deportiva Solidaridad     | Reynosa Tamaulipas                           |
| 10 | Dorados de la UACH                | Jonás Pérez Murillo   | Olímpico UACH                    | Chihuahua                                    |
| 11 | Indios de la UACJ                 | Gustavo Sierra        | Olímpico Benito Juárez           | Ciudad Juárez Chihuahua                      |
| 12 | Tampico-Madero                    | Hugo Serrano          | Tamaulipas                       | Tampico, Ciudad Madero Tamaulipas            |
| 13 | Tuzos de la UAZ                   | José Guadalupe Rubio  | Francisco Villa                  | Zacatecas                                    |

### Grupo 2
| #  | Equipo                 | Entrenador                 | Estadio                               | Ciudad                                 |
| -- | ---------------------- | -------------------------- | ------------------------------------- | -------------------------------------- |
| 1  | Internacional          | Antonio Limones            | Unidad Deportiva Acapulco             | Acapulco Guerrero                      |
| 2  | Atlético Chiapas       | Ignacio Negrete            | Víctor Manuel Reyna                   | Tuxtla Gutiérrez Chiapas               |
| 3  | Orizaba                | Pascual Sandoval           | Socum                                 | Orizaba Veracruz                       |
| 4  | Cruz Azul (Hidalgo)    | Salvador Aguado            | 10 de diciembre                       | Ciudad Cooperativa Hidalgo             |
| 5  | Real Cuautitlán        | Eduardo Castañeda          | Los Pinos                             | Cuautla, Morelos                       |
| 6  | Inter Playa            | Hugo Guerrero              | Mario Villanueva Madrid               | Playa del Carmen Quintana Roo          |
| 7  | Atlético Coatzacoalcos | Alberto Hernández Peralta  | Rafael Hernández Ochoa                | Coatzacoalcos, Veracruz                |
| 8  | Tlaxcala               | Pablo Sabater              | Tlahuicole                            | Tlaxcala                               |
| 9  | Ocelotes UNACH         | Bernando Castañeda         | Olímpico de Tapachula                 | Tapachula Chiapas                      |
| 10 | Toros Neza             | Jorge Collazo              | Neza 86                               | Ciudad Nezahualcóyotl Estado de México |
| 11 | Pioneros               | Narciso Morales            | Olímpico Andrés Quintana Roo          | Cancún Quintana Roo                    |
| 12 | Atlético Veracruz      | Miguel Hernández Rodríguez | UVM Campus Villa Rica                 | Veracruz                               |
| 13 | Potros UAEM            | Omar Ramírez Lara          | Universitario Alberto "Chivo" Córdoba | Ciudad Nezahualcóyotl Estado de México |
| 14 | Teca UTN               | Mario García               | Alberto Pérez Navarro                 | Huixquilucan Estado de México          |

|}

## Tabla general

### Grupo 1
| Pos. | Equipo                            | Pts. | PJ | G | E | P | GF | GC | Dif. | Clasificación       |
| ---- | --------------------------------- | ---- | -- | - | - | - | -- | -- | ---- | ------------------- |
| 1    | Cimarrones de Sonora              | 25   | 12 | 7 | 3 | 2 | 18 | 11 | +7   | Liguilla de ascenso |
| 2    | Indios UACJ                       | 24   | 12 | 6 | 5 | 1 | 19 | 10 | +9   | Liguilla de ascenso |
| 3    | Loros de la Universidad de Colima | 24   | 12 | 7 | 2 | 3 | 20 | 15 | +5   | Liguilla de ascenso |
| 4    | Tuzos de la UAZ                   | 22   | 12 | 5 | 5 | 2 | 16 | 8  | +8   | Liguilla de Copa    |
| 5    | Murciélagos                       | 21   | 12 | 4 | 6 | 2 | 22 | 17 | +5   | Liguilla de Copa    |
| 6    | Coras                             | 21   | 12 | 6 | 3 | 3 | 13 | 12 | +1   | Liguilla de Copa    |
| 7    | Reynosa F.C.                      | 19   | 12 | 6 | 0 | 6 | 15 | 15 | 0    | Liguilla de Copa    |
| 8    | Querétaro "B"                     | 14   | 12 | 4 | 2 | 6 | 12 | 15 | −3   |                     |
| 9    | Estudiantes Tecos                 | 14   | 12 | 3 | 3 | 6 | 12 | 18 | −6   |                     |
| 10   | Alacranes de Durango              | 11   | 12 | 2 | 4 | 6 | 15 | 20 | −5   |                     |
| 11   | Santos de Soledad                 | 11   | 12 | 2 | 5 | 5 | 12 | 17 | −5   |                     |
| 12   | Tampico Madero                    | 11   | 12 | 3 | 1 | 8 | 12 | 22 | −10  |                     |
| 13   | Dorados UACH                      | 8    | 12 | 1 | 5 | 6 | 7  | 14 | −7   |                     |

 Fuente: SoccerWay

### Grupo 2
| Pos. | Equipo                               | Pts. | PJ | G | E | P  | GF | GC | Dif. | Clasificación       |
| ---- | ------------------------------------ | ---- | -- | - | - | -- | -- | -- | ---- | ------------------- |
| 1    | Potros UAEM                          | 33   | 13 | 9 | 2 | 2  | 24 | 9  | +15  | Liguilla de ascenso |
| 2    | Tlaxcala                             | 29   | 13 | 9 | 1 | 3  | 25 | 14 | +11  | Liguilla de ascenso |
| 3    | Orizaba                              | 26   | 13 | 7 | 3 | 3  | 17 | 11 | +6   | Liguilla de ascenso |
| 4    | Cruz Azul Jasso                      | 24   | 13 | 7 | 2 | 4  | 22 | 10 | +12  | Liguilla de ascenso |
| 5    | Atlético Coatzacoalcos               | 24   | 13 | 7 | 3 | 3  | 18 | 11 | +7   | Liguilla de ascenso |
| 6    | Ocelotes UNACH                       | 24   | 13 | 7 | 3 | 3  | 16 | 12 | +4   | Liguilla de Copa    |
| 7    | Pioneros de Cancún                   | 21   | 13 | 6 | 3 | 4  | 18 | 17 | +1   | Liguilla de Copa    |
| 8    | Teca Universidad Tecnológica de Neza | 21   | 13 | 6 | 3 | 4  | 11 | 15 | −4   | Liguilla de Copa    |
| 9    | Toros Neza                           | 18   | 13 | 4 | 6 | 3  | 17 | 13 | +4   | Liguilla de Copa    |
| 10   | Atlético Chiapas                     | 15   | 13 | 3 | 4 | 6  | 16 | 20 | −4   |                     |
| 11   | Internacional de Acapulco            | 11   | 13 | 2 | 3 | 8  | 12 | 18 | −6   |                     |
| 12   | Inter Playa del Carmen               | 10   | 13 | 2 | 4 | 7  | 17 | 24 | −7   |                     |
| 13   | Atlético Veracruz                    | 5    | 13 | 1 | 2 | 10 | 12 | 23 | −11  |                     |
| 14   | Real Cuautitlán                      | 3    | 13 | 0 | 3 | 10 | 4  | 33 | −29  |                     |

 Fuente: SoccerWay

### Tabla general
- A los puntos se les incluye los adicionales a los triunfadores de la tanda de penalties (en caso de empates).
- La Mayoría de Equipos tuvo Descanso en cada fecha, y otros no.

| Pos. | Equipo                               | Pts. | PJ | G | E | P  | GF | GC | Dif. | Clasificación       |
| ---- | ------------------------------------ | ---- | -- | - | - | -- | -- | -- | ---- | ------------------- |
| 1    | Potros UAEM                          | 33   | 13 | 9 | 2 | 2  | 24 | 9  | +15  | Liguilla de ascenso |
| 2    | Tlaxcala                             | 29   | 13 | 9 | 1 | 3  | 25 | 14 | +11  | Liguilla de ascenso |
| 3    | Orizaba                              | 26   | 13 | 7 | 3 | 3  | 17 | 11 | +6   | Liguilla de ascenso |
| 4    | Cimarrones de Sonora                 | 25   | 12 | 7 | 3 | 2  | 18 | 11 | +7   | Liguilla de ascenso |
| 5    | Cruz Azul Jasso                      | 24   | 13 | 7 | 2 | 4  | 22 | 10 | +12  | Liguilla de ascenso |
| 6    | Indios UACJ                          | 24   | 12 | 6 | 5 | 1  | 19 | 10 | +9   | Liguilla de ascenso |
| 7    | Atlético Coatzacoalcos               | 24   | 13 | 7 | 3 | 3  | 18 | 11 | +7   | Liguilla de ascenso |
| 8    | Loros de la Universidad de Colima    | 24   | 12 | 7 | 2 | 3  | 20 | 15 | +5   | Liguilla de ascenso |
| 9    | Ocelotes UNACH                       | 24   | 13 | 7 | 3 | 3  | 16 | 12 | +4   | Liguilla de Copa    |
| 10   | Tuzos de la UAZ                      | 22   | 12 | 5 | 5 | 2  | 16 | 8  | +8   | Liguilla de Copa    |
| 11   | Murciélagos                          | 21   | 12 | 4 | 6 | 2  | 22 | 17 | +5   | Liguilla de Copa    |
| 12   | Pioneros de Cancún                   | 21   | 13 | 6 | 3 | 4  | 18 | 17 | +1   | Liguilla de Copa    |
| 13   | Coras                                | 21   | 12 | 6 | 3 | 3  | 13 | 12 | +1   | Liguilla de Copa    |
| 14   | Teca Universidad Tecnológica de Neza | 21   | 13 | 6 | 3 | 4  | 11 | 15 | −4   | Liguilla de Copa    |
| 15   | Reynosa F.C.                         | 19   | 12 | 6 | 0 | 6  | 15 | 15 | 0    | Liguilla de Copa    |
| 16   | Toros Neza                           | 18   | 13 | 4 | 6 | 3  | 17 | 13 | +4   | Liguilla de Copa    |
| 17   | Atlético Chiapas                     | 15   | 13 | 3 | 4 | 6  | 16 | 20 | −4   |                     |
| 18   | Querétaro "B"                        | 14   | 12 | 4 | 2 | 6  | 12 | 15 | −3   |                     |
| 19   | Estudiantes Tecos                    | 14   | 12 | 3 | 3 | 6  | 12 | 18 | −6   |                     |
| 20   | Alacranes de Durango                 | 11   | 12 | 2 | 4 | 6  | 15 | 20 | −5   |                     |
| 21   | Santos de Soledad                    | 11   | 12 | 2 | 5 | 5  | 12 | 17 | −5   |                     |
| 22   | Internacional de Acapulco            | 11   | 13 | 2 | 3 | 8  | 12 | 18 | −6   |                     |
| 23   | Tampico Madero                       | 11   | 12 | 3 | 1 | 8  | 12 | 22 | −10  |                     |
| 24   | Inter Playa del Carmen               | 10   | 13 | 2 | 4 | 7  | 17 | 24 | −7   |                     |
| 25   | Dorados UACH                         | 8    | 12 | 1 | 5 | 6  | 7  | 14 | −7   |                     |
| 26   | Atlético Veracruz                    | 5    | 13 | 1 | 2 | 10 | 12 | 23 | −11  |                     |
| 27   | Real Cuautitlán                      | 3    | 13 | 0 | 3 | 10 | 4  | 33 | −29  |                     |

 Fuente: SoccerWay

## Torneo Regular
- Los horarios son correspondientes al Tiempo del Centro de México (UTC-6 y UTC-5 en horario de verano).

| Teca UTN                    | 1 - 1    | Internacional      | Alberto Pérez Navarro            | 22 de agosto   | 12:00          |
| Coras                       | 1-0      | Durango            | Olímpico Santa Teresita          | 22 de agosto   | 21:30          |
| Cimarrones                  | 2-1      | Murciélagos        | Héctor Espino                    | 22 de agosto   | 22:15          |
| Estudiantes Tecos           | 1-1      | Santos (Soledad)   | 3 de Marzo                       | 23 de agosto   | 11:00          |
| Loros Universidad de Colima | 2-1      | Gallos Blancos     | Olímpico Universitario de Colima | 23 de agosto   | 16:00          |
| Tuzos de la UAZ             | 2-0      | Reynosa            | Francisco Villa                  | 23 de agosto   | 16:00          |
| Ocelotes UNACH              | 1-0      | Toros Neza         | Olímpico de Tapachula            | 23 de agosto   | 16:00          |
| Real Cuautitlán             | 0-2      | Potros UAEM        | Los Pinos                        | 23 de agosto   | 16:00          |
| Atlético Coatzacoalcos      | 2-1      | Tlaxcala           | Rafael Hernández Ochoa           | 23 de agosto   | 17:00          |
| Indios de la UACJ           | 2-0      | Dorados de la UACH | Olímpico Benito Juárez           | 23 de agosto   | 18:00          |
| Inter Playa                 | 1-2      | Pioneros           | Mario Villanueva Madrid          | 23 de agosto   | 18:00          |
| Atlético Veracruz           | 0-1      | Orizaba            | UVM Campus Villa Rica            | 24 de agosto   | 11:00          |
| Cruz Azul (Hidalgo)         | 2-0      | Atlético Chiapas   | 10 de diciembre                  | 24 de agosto   | 12:00          |
| DESCANSO                    | DESCANSO | DESCANSO           | Tampico-Madero                   | Tampico-Madero | Tampico-Madero |

| Potros UAEM            | 3-1      | Ocelotes UNACH              | Universitario Alberto "Chivo" Córdoba | 29 de agosto | 16:00 |
| Internacional          | 1-1      | Inter Playa                 | Unidad Deportiva Acapulco             | 29 de agosto | 20:00 |
| Dorados de la UACH     | 1-1      | Loros Universidad de Colima | Olímpico UACH                         | 29 de agosto | 20:30 |
| Murciélagos            | 2-2      | Indios de la UACJ           | Coloso del Dique                      | 29 de agosto | 21:05 |
| Orizaba                | 1-0      | Tlaxcala                    | Socum                                 | 30 de agosto | 15:00 |
| Gallos Blancos         | 0-1      | Tuzos de la UAZ             | La Corregidora                        | 30 de agosto | 15:00 |
| Pioneros               | 1-1      | Real Cuautitlán             | Olímpico Andrés Quintana Roo          | 30 de agosto | 15:00 |
| Santos (Soledad)       | 2-0      | Cimarrones                  | Unidad Deportiva 21 de Marzo          | 30 de agosto | 16:00 |
| Durango                | 2-2      | Estudiantes Tecos           | Francisco Zarco                       | 30 de agosto | 16:00 |
| Toros Neza             | 2-0      | Atlético Veracruz           | Neza 86                               | 30 de agosto | 16:00 |
| Reynosa                | 3-0      | Tampico-Madero              | Unidad Deportiva Solidaridad          | 30 de agosto | 17:00 |
| Atlético Coatzacoalcos | 3-2      | Cruz Azul (Hidalgo)         | Rafael Hernández Ochoa                | 30 de agosto | 17:00 |
| Atlético Chiapas       | 1-0      | Teca UTN                    | Víctor Manuel Reyna                   | 31 de agosto | 12:00 |
| DESCANSO               | DESCANSO | DESCANSO                    | Coras                                 | Coras        | Coras |

| Teca UTN                    | 1-0      | Atlético Coatzacoalcos | Alberto Pérez Navarro            | 5 de septiembre   | 12:00             |
| Coras                       | 2-0      | Reynosa                | Olímpico Santa Teresita          | 5 de septiembre   | 21:30             |
| Gallos Blancos              | 1-0      | Dorados de la UACH     | La Corregidora                   | 6 de septiembre   | 15:00             |
| Ocelotes UNACH              | 1-1      | Pioneros               | Olímpico de Tapachula            | 6 de septiembre   | 15:00             |
| Orizaba                     | 2-2      | Toros Neza             | Socum                            | 6 de septiembre   | 15:00             |
| Tuzos de la UAZ             | 4-0      | Tampico-Madero         | Francisco Villa                  | 6 de septiembre   | 16:00             |
| Loros Universidad de Colima | 2-1      | Murciélagos            | Olímpico Universitario de Colima | 6 de septiembre   | 16:00             |
| Tlaxcala                    | 1-0      | Cruz Azul (Hidalgo)    | Tlahuicole                       | 6 de septiembre   | 16:00             |
| Real Cuautitlán             | 0-3      | Internacional          | Los Pinos                        | 6 de septiembre   | 16:00             |
| Indios de la UACJ           | 2-0      | Santos (Soledad)       | Olímpico Benito Juárez           | 6 de septiembre   | 18:00             |
| Inter Playa                 | 2-2      | Atlético Chiapas       | Mario Villanueva Madrid          | 6 de septiembre   | 18:00             |
| Atlético Veracruz           | 1-3      | Potros UAEM            | UVM Campus Villa Rica            | 7 de septiembre   | 11:00             |
| Cimarrones                  | 3-1      | Durango                | Héctor Espino                    | 7 de septiembre   | 18:30             |
| DESCANSO                    | DESCANSO | DESCANSO               | Estudiantes Tecos                | Estudiantes Tecos | Estudiantes Tecos |

| Potros UAEM            | 2-1      | Orizaba                     | Universitario Alberto "Chivo" Córdoba | 12 de septiembre | 16:00      |
| Internacional          | 1-2      | Ocelotes UNACH              | Unidad Deportiva Acapulco             | 12 de septiembre | 20:00      |
| Dorados de la UACH     | 0-0      | Tuzos de la UAZ             | Olímpico UACH                         | 12 de septiembre | 20:30      |
| Murciélagos            | 3-1      | Gallos Blancos              | Coloso del Dique                      | 12 de septiembre | 21:05      |
| Pioneros               | 2-0      | Atlético Veracruz           | Olímpico Andrés Quintana Roo          | 13 de septiembre | 15:00      |
| Santos (Soledad)       | 0-3      | Loros Universidad de Colima | Unidad Deportiva 21 de Marzo          | 13 de septiembre | 16:00      |
| Durango                | 0-1      | Indios de la UACJ           | Francisco Zarco                       | 13 de septiembre | 16:00      |
| Reynosa                | 2-0      | Estudiantes Tecos           | Unidad Deportiva Solidaridad          | 13 de septiembre | 17:00      |
| Atlético Coatzacoalcos | 5-1      | Inter Playa                 | Rafael Hernández Ochoa                | 13 de septiembre | 17:00      |
| Tampico-Madero         | 1-1      | Coras                       | Tamaulipas                            | 13 de septiembre | 20:00      |
| Toros Neza             | 2-3      | Tlaxcala                    | Neza 86                               | 14 de septiembre | 12:00      |
| Cruz Azul (Hidalgo)    | 0-1      | Teca UTN                    | 10 de diciembre                       | 14 de septiembre | 12:00      |
| Atlético Chiapas       | 5-0      | Real Cuautitlán             | Víctor Manuel Reyna                   | 14 de septiembre | 12:00      |
| DESCANSO               | DESCANSO | DESCANSO                    | Cimarrones                            | Cimarrones       | Cimarrones |

| Dorados de la UACH          | 1-1      | Murciélagos            | Olímpico UACH                    | 19 de septiembre  | 20:30             |
| Estudiantes Tecos           | 1-3      | Tampico-Madero         | 3 de Marzo                       | 20 de septiembre  | 11:00             |
| Gallos Blancos              | 1-1      | Santos (Soledad)       | La Corregidora                   | 20 de septiembre  | 15:00             |
| Ocelotes UNACH              | 3-1      | Atlético Chiapas       | Olímpico de Tapachula            | 20 de septiembre  | 15:00             |
| Orizaba                     | 3-1      | Pioneros               | Socum                            | 20 de septiembre  | 15:00             |
| Loros Universidad de Colima | 2-4      | Durango                | Olímpico Universitario de Colima | 20 de septiembre  | 16:00             |
| Tuzos de la UAZ             | 2-1      | Coras                  | Francisco Villa                  | 20 de septiembre  | 16:00             |
| Real Cuautitlán             | 0-0      | Atlético Coatzacoalcos | Los Pinos                        | 20 de septiembre  | 16:00             |
| Tlaxcala                    | 3-1      | Teca UTN               | Tlahuicole                       | 20 de septiembre  | 16:00             |
| Inter Playa                 | 1-1      | Cruz Azul (Hidalgo)    | Mario Villanueva Madrid          | 20 de septiembre  | 18:00             |
| Cimarrones                  | 2-1      | Reynosa                | Héctor Espino                    | 20 de septiembre  | 18:30             |
| Atlético Veracruz           | 2-2      | Internacional          | UVM Campus Villa Rica            | 21 de septiembre  | 11:00             |
| Toros Neza                  | 1-1      | Potros UAEM            | Neza 86                          | 21 de septiembre  | 12:00             |
| DESCANSO                    | DESCANSO | DESCANSO               | Indios de la UACJ                | Indios de la UACJ | Indios de la UACJ |

| Teca UTN               | 2-1      | Inter Playa        | Alberto Pérez Navarro                 | 26 de septiembre            | 12:00                       |
| Potros UAEM            | 1-2      | Tlaxcala           | Universitario Alberto "Chivo" Córdoba | 26 de septiembre            | 16:00                       |
| Internacional          | 3-0      | Orizaba            | Unidad Deportiva Acapulco             | 26 de septiembre            | 20:00                       |
| Atlético Chiapas       | 3-3      | Atlético Veracruz  | Víctor Manuel Reyna                   | 26 de septiembre            | 20:30                       |
| Murciélagos            | 1-1      | Tuzos de la UAZ    | Coloso del Dique                      | 26 de septiembre            | 21:05                       |
| Coras                  | 1-0      | Estudiantes Tecos  | Olímpico Santa Teresita               | 26 de septiembre            | 21:30                       |
| Pioneros               | 1-1      | Toros Neza         | Olímpico Andrés Quintana Roo          | 27 de septiembre            | 15:00                       |
| Santos (Soledad)       | 1-1      | Dorados de la UACH | Unidad Deportiva 21 de Marzo          | 27 de septiembre            | 16:00                       |
| Durango                | 1-1      | Gallos Blancos     | Francisco Zarco                       | 27 de septiembre            | 16:00                       |
| Reynosa                | 2-1      | Indios de la UACJ  | Unidad Deportiva Solidaridad          | 27 de septiembre            | 17:00                       |
| Atlético Coatzacoalcos | 0-1      | Ocelotes UNACH     | Rafael Hernández Ochoa                | 27 de septiembre            | 17:00                       |
| Tampico-Madero         | 0-1      | Cimarrones         | Tamaulipas                            | 27 de septiembre            | 20:00                       |
| Cruz Azul (Hidalgo)    | 3-0      | Real Cuautitlán    | 10 de diciembre                       | 28 de septiembre            | 12:00                       |
| DESCANSO               | DESCANSO | DESCANSO           | Loros Universidad de Colima           | Loros Universidad de Colima | Loros Universidad de Colima |

| Potros UAEM                 | 1-0      | Pioneros               | Universitario Alberto "Chivo" Córdoba | 3 de octubre   | 16:00          |
| Dorados de la UACH          | 1-1      | Durango                | Olímpico UACH                         | 3 de octubre   | 20:30          |
| Murciélagos                 | 3-3      | Santos (Soledad)       | Coloso del Dique                      | 3 de octubre   | 21:05          |
| Ocelotes UNACH              | 0-0      | Cruz Azul (Hidalgo)    | Olímpico de Tapachula                 | 4 de octubre   | 15:00          |
| Orizaba                     | 1-1      | Atlético Chiapas       | Socum                                 | 4 de octubre   | 15:00          |
| Toros Neza                  | 2-0      | Internacional          | Neza 86                               | 4 de octubre   | 16:00          |
| Loros Universidad de Colima | 1-3      | Reynosa                | Olímpico Universitario de Colima      | 4 de octubre   | 16:00          |
| Tuzos de la UAZ             | 1-2      | Estudiantes Tecos      | Francisco Villa                       | 4 de octubre   | 16:00          |
| Tlaxcala                    | 4-2      | Inter Playa            | Tlahuicole                            | 4 de octubre   | 16:00          |
| Indios de la UACJ           | 3-2      | Tampico-Madero         | Olímpico Benito Juárez                | 4 de octubre   | 18:00          |
| Atlético Veracruz           | 0-1      | Atlético Coatzacoalcos | UVM Campus Villa Rica                 | 5 de octubre   | 11:00          |
| Cimarrones                  | 3-1      | Coras                  | Héctor Espino                         | 5 de octubre   | 18:30          |
| Real Cuautitlán             | 1-1      | Teca UTN               | Los Pinos                             | 29 de octubre  | 16:00          |
| DESCANSO                    | DESCANSO | DESCANSO               | Gallos Blancos                        | Gallos Blancos | Gallos Blancos |

| Teca UTN               | 1-0      | Ocelotes UNACH              | Alberto Pérez Navarro        | 10 de octubre      | 12:00              |
| Internacional          | 0-2      | Potros UAEM                 | Unidad Deportiva Acapulco    | 10 de octubre      | 20:00              |
| Atlético Chiapas       | 0-1      | Toros Neza                  | Víctor Manuel Reyna          | 10 de octubre      | 20:30              |
| Coras                  | 1-1      | Indios de la UACJ           | Olímpico Santa Teresita      | 10 de octubre      | 21:30              |
| Estudiantes Tecos      | 0-0      | Cimarrones                  | 3 de Marzo                   | 11 de octubre      | 11:00              |
| Pioneros               | 4-3      | Tlaxcala                    | Olímpico Andrés Quintana Roo | 11 de octubre      | 15:00              |
| Santos (Soledad)       | 0-0      | Tuzos de la UAZ             | Unidad Deportiva 21 de Marzo | 11 de octubre      | 16:00              |
| Durango                | 2-2      | Murciélagos                 | Francisco Zarco              | 11 de octubre      | 16:00              |
| Reynosa                | 1-2      | Gallos Blancos              | Unidad Deportiva Solidaridad | 11 de octubre      | 17:00              |
| Atlético Coatzacoalcos | 1-0      | Orizaba                     | Rafael Hernández Ochoa       | 11 de octubre      | 17:00              |
| Inter Playa            | 5-0      | Real Cuautitlán             | Mario Villanueva Madrid      | 11 de octubre      | 18:00              |
| Tampico-Madero         | 0-1      | Loros Universidad de Colima | Tamaulipas                   | 11 de octubre      | 20:00              |
| Cruz Azul (Hidalgo)    | 4-0      | Atlético Veracruz           | 10 de diciembre              | 12 de octubre      | 12:00              |
| DESCANSO               | DESCANSO | DESCANSO                    | Dorados de la UACH           | Dorados de la UACH | Dorados de la UACH |

| Potros UAEM                 | 3-0      | Atlético Chiapas       | Universitario Alberto "Chivo" Córdoba | 17 de octubre | 16:00       |
| Dorados de la UACH          | 3-0      | Reynosa                | Olímpico UACH                         | 17 de octubre | 20:30       |
| Orizaba                     | 2-0      | Cruz Azul (Hidalgo)    | Socum                                 | 18 de octubre | 15:00       |
| Gallos Blancos              | 3-0      | Tampico-Madero         | La Corregidora                        | 18 de octubre | 15:00       |
| Pioneros                    | 1-0      | Internacional          | Olímpico Andrés Quintana Roo          | 18 de octubre | 15:00       |
| Ocelotes UNACH              | 2-0      | Inter Playa            | Olímpico de Tapachula                 | 18 de octubre | 15:00       |
| Toros Neza                  | 1-1      | Atlético Coatzacoalcos | Neza 86                               | 18 de octubre | 16:00       |
| Santos (Soledad)            | 3-1      | Durango                | Unidad Deportiva 21 de Marzo          | 18 de octubre | 16:00       |
| Loros Universidad de Colima | 3-0      | Coras                  | Olímpico Universitario de Colima      | 18 de octubre | 16:00       |
| Tuzos de la UAZ             | 2-2      | Cimarrones             | Francisco Villa                       | 18 de octubre | 16:00       |
| Tlaxcala                    | 2-0      | Real Cuautitlán        | Tlahuicole                            | 18 de octubre | 16:00       |
| Indios de la UACJ           | 2-0      | Estudiantes Tecos      | Olímpico Benito Juárez                | 18 de octubre | 18:00       |
| Atlético Veracruz           | 1-1      | Teca UTN               | UVM Campus Villa Rica                 | 19 de octubre | 11:00       |
| DESCANSO                    | DESCANSO | DESCANSO               | Murciélagos                           | Murciélagos   | Murciélagos |

| Teca UTN               | 0-3      | Orizaba                     | Alberto Pérez Navarro        | 24 de octubre    | 12:00            |
| Internacional          | 0-2      | Tlaxcala                    | Unidad Deportiva Acapulco    | 24 de octubre    | 20:00            |
| Coras                  | 2-1      | Gallos Blancos              | Olímpico Santa Teresita      | 24 de octubre    | 21:30            |
| Estudiantes Tecos      | 1-2      | Loros Universidad de Colima | 3 de Marzo                   | 25 de octubre    | 11:00            |
| Durango                | 0-2      | Tuzos de la UAZ             | Francisco Zarco              | 25 de octubre    | 16:00            |
| Real Cuautitlán        | 2-3      | Ocelotes UNACH              | Los Pinos                    | 25 de octubre    | 16:00            |
| Reynosa                | 1-2      | Murciélagos                 | Unidad Deportiva Solidaridad | 25 de octubre    | 17:00            |
| Atlético Coatzacoalcos | 0-0      | Potros UAEM                 | Rafael Hernández Ochoa       | 25 de octubre    | 17:00            |
| Inter Playa            | 1-0      | Atlético Veracruz           | Mario Villanueva Madrid      | 25 de octubre    | 18:00            |
| Tampico-Madero         | 3-0      | Dorados de la UACH          | Tamaulipas                   | 25 de octubre    | 20:00            |
| Cruz Azul (Hidalgo)    | 2-1      | Toros Neza                  | 10 de diciembre              | 26 de octubre    | 12:00            |
| Atlético Chiapas       | 1-2      | Pioneros                    | Víctor Manuel Reyna          | 26 de octubre    | 12:00            |
| Cimarrones             | 1-1      | Indios de la UACJ           | Héctor Espino                | 26 de octubre    | 17:30            |
| DESCANSO               | DESCANSO | DESCANSO                    | Santos (Soledad)             | Santos (Soledad) | Santos (Soledad) |

| Potros UAEM                 | 0-3      | Cruz Azul (Hidalgo)    | Universitario Alberto "Chivo" Córdoba | 31 de octubre  | 16:00   |
| Internacional               | 0-1      | Atlético Chiapas       | Unidad Deportiva Acapulco             | 31 de octubre  | 20:00   |
| Dorados de la UACH          | 0-1      | Coras                  | Olímpico UACH                         | 31 de octubre  | 20:30   |
| Murciélagos                 | 1-0      | Tampico-Madero         | Coloso del Dique                      | 31 de octubre  | 21:05   |
| Gallos Blancos              | 0-2      | Estudiantes Tecos      | La Corregidora                        | 1 de noviembre | 15:00   |
| Orizaba                     | 2-1      | Inter Playa            | Socum                                 | 1 de noviembre | 15:00   |
| Pioneros                    | 2-1      | Atlético Coatzacoalcos | Olímpico Andrés Quintana Roo          | 1 de noviembre | 15:00   |
| Santos (Soledad)            | 0-1      | Reynosa                | Unidad Deportiva 21 de Marzo          | 1 de noviembre | 16:00   |
| Loros Universidad de Colima | 1-3      | Cimarrones             | Olímpico Universitario de Colima      | 1 de noviembre | 16:00   |
| Tuzos de la UAZ             | 1-1      | Indios de la UACJ      | Francisco Villa                       | 1 de noviembre | 16:00   |
| Tlaxcala                    | 2-0      | Ocelotes UNACH         | Tlahuicole                            | 1 de noviembre | 16:00   |
| Atlético Veracruz           | 5-0      | Real Cuautitlán        | UVM Campus Villa Rica                 | 2 de noviembre | 11:00   |
| Toros Neza                  | 1-1      | Teca UTN               | Neza 86                               | 2 de noviembre | 12:00   |
| DESCANSO                    | DESCANSO | DESCANSO               | Durango                               | Durango        | Durango |

| Teca UTN               | 0-4      | Potros UAEM                 | Alberto Pérez Navarro        | 7 de noviembre  | 12:00           |
| Coras                  | 1-1      | Murciélagos                 | Olímpico Santa Teresita      | 7 de noviembre  | 20:30           |
| Estudiantes Tecos      | 2-0      | Dorados de la UACH          | 3 de Marzo                   | 8 de noviembre  | 11:00           |
| Ocelotes UNACH         | 2-1      | Atlético Veracruz           | Olímpico de Tapachula        | 8 de noviembre  | 15:00           |
| Tlaxcala               | 1-1      | Atlético Chiapas            | Tlahuicole                   | 8 de noviembre  | 16:00           |
| Real Cuautitlán        | 0-1      | Orizaba                     | Los Pinos                    | 8 de noviembre  | 16:00           |
| Reynosa                | 1-0      | Durango                     | Unidad Deportiva Solidaridad | 8 de noviembre  | 17:00           |
| Atlético Coatzacoalcos | 2-1      | Internacional               | Rafael Hernández Ochoa       | 8 de noviembre  | 17:00           |
| Indios de la UACJ      | 1-1      | Loros Universidad de Colima | Olímpico Benito Juárez       | 8 de noviembre  | 18:00           |
| Inter Playa            | 1-1      | Toros Neza                  | Mario Villanueva Madrid      | 8 de noviembre  | 18:00           |
| Tampico-Madero         | 3-1      | Santos (Soledad)            | Tamaulipas                   | 8 de noviembre  | 20:00           |
| Cruz Azul (Hidalgo)    | 3-1      | Pioneros                    | 10 de diciembre              | 9 de noviembre  | 12:00           |
| Cimarrones             | 0-1      | Gallos Blancos              | Héctor Espino                | 9 de noviembre  | 17:30           |
| DESCANSO               | DESCANSO | DESCANSO                    | Tuzos de la UAZ              | Tuzos de la UAZ | Tuzos de la UAZ |

| Potros UAEM                 | 2-0      | Inter Playa            | Universitario Alberto "Chivo" Córdoba | 14 de noviembre | 16:00   |
| Internacional               | 0-2      | Cruz Azul (Hidalgo)    | Unidad Deportiva Acapulco             | 14 de noviembre | 20:00   |
| Dorados de la UACH          | 0-1      | Cimarrones             | Olímpico UACH                         | 14 de noviembre | 20:30   |
| Murciélagos                 | 4-1      | Estudiantes Tecos      | Coloso del Dique                      | 14 de noviembre | 21:05   |
| Orizaba                     | 0-0      | Ocelotes UNACH         | Socum                                 | 15 de noviembre | 15:00   |
| Gallos Blancos              | 0-2      | Indios de la UACJ      | La Corregidora                        | 15 de noviembre | 15:00   |
| Pioneros                    | 0-1      | Teca UTN               | Olímpico Andrés Quintana Roo          | 15 de noviembre | 15:00   |
| Santos (Soledad)            | 0-1      | Coras                  | Unidad Deportiva 21 de Marzo          | 15 de noviembre | 16:00   |
| Durango                     | 3-1      | Tampico-Madero         | Francisco Zarco                       | 15 de noviembre | 16:00   |
| Loros Universidad de Colima | 1-0      | Tuzos de la UAZ        | Olímpico Universitario de Colima      | 15 de noviembre | 16:00   |
| Atlético Veracruz           | 0-1      | Tlaxcala               | UVM Campus Villa Rica                 | 16 de noviembre | 11:00   |
| Toros Neza                  | 2-0      | Real Cuautitlán        | Neza 86                               | 16 de noviembre | 12:00   |
| Atlético Chiapas            | 1-2      | Atlético Coatzacoalcos | Víctor Manuel Reyna                   | 16 de noviembre | 12:00   |
| DESCANSO                    | DESCANSO | DESCANSO               | Reynosa                               | Reynosa         | Reynosa |

## Estadísticas
| Dante Osorio                                  | Potros UAEM            | 12 |
| Daniel González Vega                          | Tlaxcala FC            | 10 |
| José Luis Delgadillo                          | Inter Playa del Carmen | 9  |
| Carlos Cauich                                 | Pioneros de Cancún     | 8  |
| Christian Rodríguez Rocha                     | Murciélagos FC         | 8  |
| Kevin Favela                                  | Orizaba                | 6  |
| Jesús Alberto Lara                            | Cruz Azul Hidalgo      | 6  |
| Última actualización: 16 de noviembre de 2014 |                        |    |

| Jugador                | Equipo               | Autogoles |
| ---------------------- | -------------------- | --------- |
| Alexis Silva García    | Reynosa F.C.         | 1         |
| Luis Torres Vázquez    | Ocelotes de la UNACH | 1         |
| José Ruíz Ramírez      | Atlético Chiapas     | 1         |
| Christian Reyes Magaña | Atlético Veracruz    | 1         |
| Luis Ahumada           | Real Cuautitlán      | 1         |

## Liguilla

### Liguilla de Ascenso
|  | Cuartos de final                                         | Cuartos de final                                         | Cuartos de final                                         |   |                                           | Semifinales                                          | Semifinales                                          | Semifinales                                          |  |  | Final                                            | Final                                          | Final                                          |
|  | 22 y 23 de noviembre (Ida) 28 y 29 de noviembre (Vuelta) | 22 y 23 de noviembre (Ida) 28 y 29 de noviembre (Vuelta) | 22 y 23 de noviembre (Ida) 28 y 29 de noviembre (Vuelta) |   |                                           | 3 y 4 de diciembre (Ida) 6 y 7 de diciembre (Vuelta) | 3 y 4 de diciembre (Ida) 6 y 7 de diciembre (Vuelta) | 3 y 4 de diciembre (Ida) 6 y 7 de diciembre (Vuelta) |  |  | 10 de diciembre (Ida) 13 de diciembre (Vuelta)   | 10 de diciembre (Ida) 13 de diciembre (Vuelta) | 10 de diciembre (Ida) 13 de diciembre (Vuelta) |
|  |                                                          |                                                          |                                                          |   |                                           |                                                      |                                                      |                                                      |  |  |                                                  |                                                |                                                |
|  | Universidad Autónoma del Estado de México                | 1                                                        | 3                                                        |   |                                           |                                                      |                                                      |                                                      |  |  |                                                  |                                                |                                                |
|  | Atlético Coatzacoalcos                                   | 2                                                        | 2                                                        |   |                                           |                                                      |                                                      |                                                      |  |  |                                                  |                                                |                                                |
|  | Atlético Coatzacoalcos                                   | 2                                                        | 2                                                        |   | Universidad Autónoma del Estado de México | 2                                                    | 1                                                    |                                                      |  |  |                                                  |                                                |                                                |
|  |                                                          |                                                          |                                                          |   | Universidad Autónoma del Estado de México | 2                                                    | 1                                                    |                                                      |  |  |                                                  |                                                |                                                |
|  |                                                          | Universidad Autónoma de Ciudad Juárez                    | 1                                                        | 2 |                                           |                                                      |                                                      |                                                      |  |  |                                                  |                                                |                                                |
|  | Orizaba                                                  | Universidad Autónoma de Ciudad Juárez                    | 1                                                        | 2 | 2                                         | 1                                                    |                                                      |                                                      |  |  |                                                  |                                                |                                                |
|  | Orizaba                                                  |                                                          |                                                          |   | 2                                         | 1                                                    |                                                      |                                                      |  |  |                                                  |                                                |                                                |
|  | Universidad Autónoma de Ciudad Juárez                    | 2                                                        | 3                                                        |   |                                           |                                                      |                                                      |                                                      |  |  |                                                  |                                                |                                                |
|  |                                                          |                                                          |                                                          |   |                                           |                                                      |                                                      |                                                      |  |  | Universidad Autónoma del Estado de México (t.s.) | 0                                              | 2                                              |
|  |                                                          |                                                          | Cimarrones                                               | 1 | 0                                         |                                                      |                                                      |                                                      |  |  |                                                  |                                                |                                                |
|  | Tlaxcala                                                 | 0                                                        | 2                                                        |   |                                           |                                                      |                                                      |                                                      |  |  |                                                  |                                                |                                                |
|  | Cruz Azul Hidalgo                                        | 1                                                        | 0                                                        |   |                                           |                                                      |                                                      |                                                      |  |  |                                                  |                                                |                                                |
|  | Cruz Azul Hidalgo                                        | 1                                                        | 0                                                        |   | Tlaxcala                                  | 1                                                    | 0                                                    |                                                      |  |  |                                                  |                                                |                                                |
|  |                                                          |                                                          |                                                          |   | Tlaxcala                                  | 1                                                    | 0                                                    |                                                      |  |  |                                                  |                                                |                                                |
|  |                                                          | Cimarrones                                               | 3                                                        | 0 |                                           |                                                      |                                                      |                                                      |  |  |                                                  |                                                |                                                |
|  | Cimarrones                                               | Cimarrones                                               | 3                                                        | 0 | 0                                         | 4                                                    |                                                      |                                                      |  |  |                                                  |                                                |                                                |
|  | Cimarrones                                               |                                                          |                                                          |   | 0                                         | 4                                                    |                                                      |                                                      |  |  |                                                  |                                                |                                                |
|  | Universidad de Colima                                    | 0                                                        | 0                                                        |   |                                           |                                                      |                                                      |                                                      |  |  |                                                  |                                                |                                                |

#### Cuartos de final
| 22 de noviembre, 17:00 | Atlético Coatzacoalcos     | 2:1     | Potros UAEM  | Estadio Rafael Hernández Ochoa, Coatzacoalcos |                                |
|                        | M. Alba 41' · F. Ortíz 84' | Reporte | A. Ochoa 18' | Asistencia: 1,000 espectadores                | Asistencia: 1,000 espectadores |

| 28 de noviembre, 15:00                                                                                       | Potros UAEM                                    | 3:2     | Atlético Coatzacoalcos | Estadio Universitario Alberto "Chivo" Córdoba, Toluca |                                |
| | A. Ochoa 34' · D. Osorio 45' · C. Jerónimo 45' | Reporte | F. Ortíz 5', 8'        | Asistencia: 2,000 espectadores                        | Asistencia: 2,000 espectadores |
| Pese a empatar 4-4 en el marcador global, Potros UAEM avanza a semifinales por su mejor posición en la tabla |                                                |         |                        |                                                       |                                |

| 22 de noviembre, 12:00 | Orizaba           | 2:2     | Indios UACJ                  | Estadio Socum, Orizaba         |                                |
|                        | K. Favela 8', 65' | Reporte | H. García 49' · J. Tapia 72' | Asistencia: 3,000 espectadores | Asistencia: 3,000 espectadores |

| 29 de noviembre, 17:00                                       | Indios UACJ                     | 3:1     | Orizaba       | Estadio Olímpico Benito Juárez, Ciudad Juárez |                                |
|                                                              | J. Gómez 6', 46' · J. Bustos 7' | Reporte | K. Favela 87' | Asistencia: 6,000 espectadores                | Asistencia: 6,000 espectadores |
| Con marcador global de 5-4, Indios UACJ avanza a semifinales |                                 |         |               |                                               |                                |

| 23 de noviembre, 12:00 | Cruz Azul Hidalgo | 1:0     | Tlaxcala | Estadio 10 de diciembre, Ciudad Cooperativa Cruz Azul |                              |
|                        | J. González 65'   | Reporte |          | Asistencia: 500 espectadores                          | Asistencia: 500 espectadores |

| 29 de noviembre, 18:00                                    | Tlaxcala                         | 2:0     | Cruz Azul Hidalgo | Estadio Tlahuicole, Tlaxcala   |                                |
|                                                           | D. González 5' · J. Calderón 83' | Reporte |                   | Asistencia: 4,000 espectadores | Asistencia: 4,000 espectadores |
| Con marcador global de 2-1, Tlaxcala avanza a semifinales |                                  |         |                   |                                |                                |

| 22 de noviembre, 16:00 | Universidad de Colima | 0:0     | Cimarrones | Estadio Olímpico Universitario de Colima, Colima |                              |
|                        |                       | Reporte |            | Asistencia: 500 espectadores                     | Asistencia: 500 espectadores |

| 28 de noviembre, 20:15                                      | Cimarrones                            | 4:0     | Universidad de Colima | Estadio Héctor Espino, Hermosillo |                                |
|                                                             | O. Villa 10', 65', 90' · O. López 49' | Reporte |                       | Asistencia: 9,000 espectadores    | Asistencia: 9,000 espectadores |
| Con marcador global de 4-0, Cimarrones avanza a semifinales |                                       |         |                       |                                   |                                |

#### Semifinales
| 3 de diciembre, 17:00 | Indios UACJ  | 1:2     | Potros UAEM                      | Estadio Olímpico Benito Juárez, Ciudad Juárez |                                 |
|                       | J. Gómez 29' | Reporte | D. Alcántar 34' · J. Morales 55' | Asistencia: 10,000 espectadores               | Asistencia: 10,000 espectadores |

| 6 de diciembre, 15:00                                                                                     | Potros UAEM   | 1:2     | Indios UACJ      | Estadio Universitario Alberto "Chivo" Córdoba, Toluca |                                |
| | D. Estala 76' | Reporte | J. Gómez 8', 42' | Asistencia: 1,500 espectadores                        | Asistencia: 1,500 espectadores |
| Pese a empatar 3-3 en el marcador global, Potros UAEM avanza a la final por su mejor posición en la tabla |               |         |                  |                                                       |                                |

| 3 de diciembre, 20:15 | Cimarrones                       | 3:1     | Tlaxcala    | Estadio Héctor Espino, Hermosillo |                                 |
|                       | O. López 30', 38' · J. Silva 90' | Reporte | E. Cruz 54' | Asistencia: 12,000 espectadores   | Asistencia: 12,000 espectadores |

| 6 de diciembre, 18:00                                    | Tlaxcala | 0:0     | Cimarrones | Estadio Tlahuicole, Tlaxcala   |                                |
|                                                          |          | Reporte |            | Asistencia: 5,000 espectadores | Asistencia: 5,000 espectadores |
| Con marcador global de 3-1, Cimarrones avanza a la final |          |         |            |                                |                                |

#### Final
| 10 de diciembre, 20:15 | Cimarrones      | 1:0     | Potros UAEM | Estadio Héctor Espino, Hermosillo |                                 |
|                        | F. Martínez 90' | Reporte |             | Asistencia: 17,000 espectadores   | Asistencia: 17,000 espectadores |

| 13 de diciembre, 15:00                                                                                    | Potros UAEM                      | 2:0     | Cimarrones | Estadio Universitario Alberto "Chivo" Córdoba, Toluca |                                 |
| | J. Morales 42' · M. Figueroa 90' | Reporte |            | Asistencia: 10,000 espectadores                       | Asistencia: 10,000 espectadores |
| Con marcador global de 2-1, Potros UAEM es campeón del Torneo Apertura 2014 de la Liga Premier de Ascenso |                                  |         |            |                                                       |                                 |

|                                                               |
| Universidad Autónoma del Estado de México Campeón 1.º título. |

### Liguilla de Copa
|  | Cuartos de final                                                 | Cuartos de final                                                 | Cuartos de final                                                 |   |                | Semifinales                                          | Semifinales                                          | Semifinales                                          |  |  | Final                                          | Final                                          | Final                                          |
|  | 21, 22 y 23 de noviembre (Ida) 28, 29 y 30 de noviembre (Vuelta) | 21, 22 y 23 de noviembre (Ida) 28, 29 y 30 de noviembre (Vuelta) | 21, 22 y 23 de noviembre (Ida) 28, 29 y 30 de noviembre (Vuelta) |   |                | 3 y 4 de diciembre (Ida) 6 y 7 de diciembre (Vuelta) | 3 y 4 de diciembre (Ida) 6 y 7 de diciembre (Vuelta) | 3 y 4 de diciembre (Ida) 6 y 7 de diciembre (Vuelta) |  |  | 11 de diciembre (Ida) 14 de diciembre (Vuelta) | 11 de diciembre (Ida) 14 de diciembre (Vuelta) | 11 de diciembre (Ida) 14 de diciembre (Vuelta) |
|  |                                                                  |                                                                  |                                                                  |   |                |                                                      |                                                      |                                                      |  |  |                                                |                                                |                                                |
|  | Ocelotes UNACH                                                   | 1                                                                | 2                                                                |   |                |                                                      |                                                      |                                                      |  |  |                                                |                                                |                                                |
|  | Toros Neza                                                       | 2                                                                | 0                                                                |   |                |                                                      |                                                      |                                                      |  |  |                                                |                                                |                                                |
|  | Toros Neza                                                       | 2                                                                | 0                                                                |   | Ocelotes UNACH | 0                                                    | 2                                                    |                                                      |  |  |                                                |                                                |                                                |
|  |                                                                  |                                                                  |                                                                  |   | Ocelotes UNACH | 0                                                    | 2                                                    |                                                      |  |  |                                                |                                                |                                                |
|  |                                                                  | Pioneros                                                         | 0                                                                | 1 |                |                                                      |                                                      |                                                      |  |  |                                                |                                                |                                                |
|  | Pioneros                                                         | Pioneros                                                         | 0                                                                | 1 | 2              | 1                                                    |                                                      |                                                      |  |  |                                                |                                                |                                                |
|  | Pioneros                                                         |                                                                  |                                                                  |   | 2              | 1                                                    |                                                      |                                                      |  |  |                                                |                                                |                                                |
|  | Coras                                                            | 1                                                                | 1                                                                |   |                |                                                      |                                                      |                                                      |  |  |                                                |                                                |                                                |
|  |                                                                  |                                                                  |                                                                  |   |                |                                                      |                                                      |                                                      |  |  | Ocelotes UNACH                                 | 0                                              | 1                                              |
|  |                                                                  |                                                                  | Murciélagos                                                      | 1 | 2              |                                                      |                                                      |                                                      |  |  |                                                |                                                |                                                |
|  | Tuzos UAZ                                                        | 1                                                                | 2                                                                |   |                |                                                      |                                                      |                                                      |  |  |                                                |                                                |                                                |
|  | Reynosa                                                          | 1                                                                | 1                                                                |   |                |                                                      |                                                      |                                                      |  |  |                                                |                                                |                                                |
|  | Reynosa                                                          | 1                                                                | 1                                                                |   | Tuzos UAZ      | 0                                                    | 1                                                    |                                                      |  |  |                                                |                                                |                                                |
|  |                                                                  |                                                                  |                                                                  |   | Tuzos UAZ      | 0                                                    | 1                                                    |                                                      |  |  |                                                |                                                |                                                |
|  |                                                                  | Murciélagos                                                      | 2                                                                | 1 |                |                                                      |                                                      |                                                      |  |  |                                                |                                                |                                                |
|  | Murciélagos                                                      | Murciélagos                                                      | 2                                                                | 1 | 3              | 1                                                    |                                                      |                                                      |  |  |                                                |                                                |                                                |
|  | Murciélagos                                                      |                                                                  |                                                                  |   | 3              | 1                                                    |                                                      |                                                      |  |  |                                                |                                                |                                                |
|  | Teca UTN                                                         | 0                                                                | 2                                                                |   |                |                                                      |                                                      |                                                      |  |  |                                                |                                                |                                                |

|                                 |
| Murciélagos Campeón 1.º título. |

## Cambios de plaza
- Estudiantes Tecos de esta División, será filial de Mineros de Zacatecas.
- Cachorros U de G será la Sub-20 de Leones Negros en Primera División.
- Coras Tepic de esta División, será el filial del Coras del Ascenso MX, Manejado por Jorge Vergara.
- Deportivo de Los Altos cambia de sede, renacerán al antiguo Toros Neza
- Cruz Azul Jasso cambia su nombre a Cruz Azul Hidalgo.
- Teca UTN deja Neza y se va a Huixquilucan, Mantienen el Nombre.
- Atlético Coatzacoalcos se queda en la División, Ascenderá al Ascenso MX cuando cumpla con la Reglamentación Correspondiente.
- Delfines B Desaparece.
- Bravos de Nuevo Laredo se mudan a Soledad, y serán Santos de Soledad. el que estaba en LNT se quedara como Atlético San Luis B.
- Real Cuautitlán cambiaron de sede administrativamente a Cuautla, Pero conservaron su nombre original.
- Unión de Curtidores no participara este año y Presta su Franquicia a Atlético Chiapas. pudiendo jugar en Premier.
- Tuzos Pachuca se mudan a Tlaxcala, y Águilas Reales ceden sus derechos, formando Tlaxcala F.C, equipo totalmente distinto a Linces.
- Internacional de Acapulco F.C regresan al fútbol profesional, a través del antiguo Linces que se mudó a tierras guerrerenses.
- Vaqueros Ameca optó por no participar esta temporada.